# Grindau (Fluss)
Die Grindau ist ein 11 Kilometer langer rechter Zufluss der Leine in Niedersachsen (Deutschland). 

## Name
Der Name setzt sich zusammen aus der mittelniederdeutschen Endung owe für 'Flussaue' als Grundwort und dem germanischen Verb *grend-a- für 'zerreiben', hier wohl in der Bedeutung 'Zerriebenes, Sand, Grund' als Bestimmungswort.

## Flusslauf
Die Grindau entspringt im Viehbruch bei Wedemark-Plumhof und fließt zunächst westwärts unter anderen über Lindwedel, Adolfsglück, Hope, Esperke nach Grindau, wo sie in die Leine mündet.

## Umwelt
Die Wasserwerke Hannover haben den Grundwasserspiegel derart abgesenkt, dass die Grindau die meiste Zeit des Jahres ausgetrocknet ist. Nur bei Hochwasser der Leine und nach intensiven Niederschlägen führt sie Wasser.